# Cascada Naolinco
Cascada Naolinco är ett vattenfall i Mexiko.   Det ligger i delstaten Veracruz, i den sydöstra delen av landet, 240 km öster om huvudstaden Mexico City. Cascada Naolinco ligger 1 425 meter över havet.
Terrängen runt Cascada Naolinco är bergig. Runt Cascada Naolinco är det mycket tätbefolkat, med 3 369 invånare per kvadratkilometer. Närmaste större samhälle är Xalapa, 13,5 km söder om Cascada Naolinco. I omgivningarna runt Cascada Naolinco växer huvudsakligen savannskog.